# Ecalia (Tesalia)
Ecalia (en griego antiguo, Οἰχαλία) es el nombre de una antigua ciudad griega de Tesalia que fue mencionada por Homero en el catálogo de las naves de la Ilíada, donde formaba parte de los territorios que gobernaban Podalirio y Macaón.
Según la mitología griega, el rey de Ecalia, Éurito había prometido la mano de su hija Yole a quien lo venciera en una competición de tiro con arco. Heracles lo venció pero Éurito se negó a cumplir su promesa, por lo que Heracles saqueó la ciudad, mató a Éurito y raptó a Yole. 
Sin embargo, había gran discusión en la antigüedad sobre si esta Ecalia era bien la ciudad de Eubea o bien otra situada en Tesalia o bien otra de Arcadia. El autor del poema épico La toma de Ecalia (Οἰχαλίας ἅλωσις, que suele atribuirse a Creófilo de Samos, aunque algunos se la atribuían a Homero), Sófocles (en Las traquinias) y Hecateo de Mileto (que ubica Ecalia en un lugar llamado Escío, en Eretria) se alineaban junto con los que identificaban esta Ecalia con la población de Eubea. En cambio, Homero, Apolodoro y Aristarco la situaban en Tesalia, y Demetrio de Escepsis la situaba en Arcadia.
Estrabón hace mención de todas estas posibilidades pero no ofrece dato adicional sobre la ubicación concreta de la Ecalia de Tesalia.
La localización de Ecalia es incierta, pero se ha sugerido que podría estar en Paleogardiki (Παλαιογαρδίκι), lugar situado cerca de la actual Petróporos (Πετρόπορος) y que también ha sido identificado como la antigua ciudad clásica de Pelina.